# حارث‌آباد (اصفهان)
حارث‌آباد ، روستایی از توابع بخش جرقویه علیا شهرستان اصفهان در استان اصفهان ایران است و فاصله آن تا شهر اصفهان ۱۹۹ کیلومتر و تا شهرستان ورزنه ۸۳ کیلومتر می‌باشد.

## جمعیت
این روستا در منطقه جرقویه و دهستان رامشه قرار دارد و براساس سرشماری مرکز آمار ایران در سال ۱۳۹۵، جمعیت آن ۲۷۷ نفر بوده‌است.